# 安是氏
安是是中國历史上的罕见姓氏。春秋时期晋国有大夫安是叔施。现代无此姓。清人雷學淇所校《世本》中有提到「安是氏．老童娶安是女．元和姓纂」。

## 延伸阅读
[在维基数据编辑]
 《欽定古今圖書集成·明倫彙編·氏族典·安是姓部》，出自陈梦雷《古今圖書集成》